# Криничанський район
Кринича́нський райо́н — колишній район Дніпропетровської області. Районний центр — смт Кринички. Населення станом на 1 січня 2016 року становило 35,2 тис. осіб.

## Географія
Межує із Дніпровським, Солонянським, Софіївським, П'ятихатським, Верхньодніпровським і Петриківським районами.

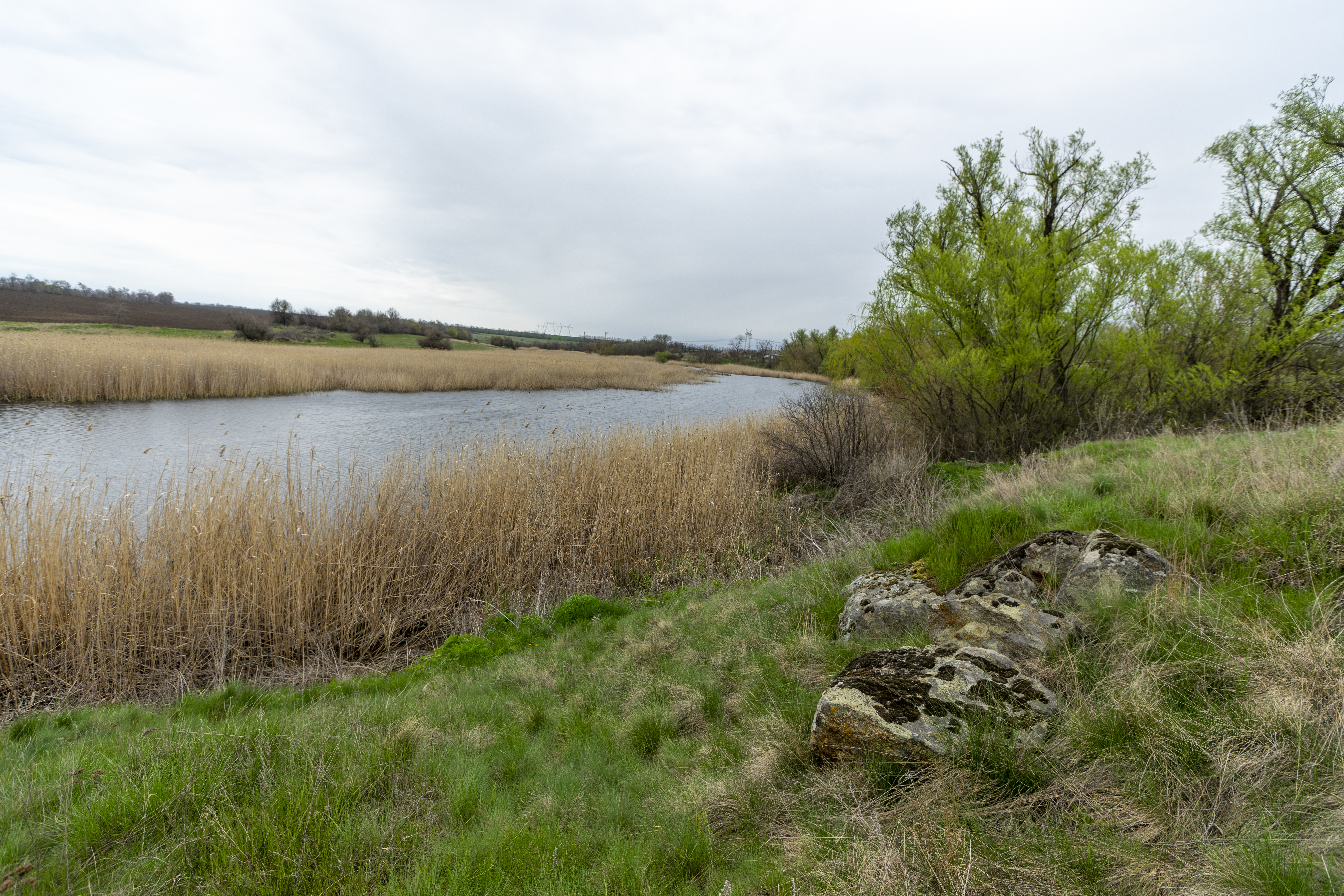
Природа району

Основними водними артеріями району є мілководні річки Мокра Сура і Базавлук.
Загальна площа сільгоспугідь становить 149 тис. га, у тому числі 121,1 тис. га орної землі. Штучні водоймища, які використовують для зрошення полів та розведення риби, займають 3,4 тис. га, лісові насадження — 3 тис. га. Серед мінеральних ресурсів району — поклади граніту та піску.

### Природно-заповідний фонд Криничанського району

#### Ботанічні заказники
Верхньобазавлуцький, Витоки річки Базавлук, Витоки річки Саксагань, Житлова балка, Середньобазавлуцький.

#### Ландшафтні заказники
Вишневський (загальнодержавного значення), Рекалівський, Степовий каньйон.

## Історія
Утворений 7 березня 1923 як Криничевацький район з центром в с. Криничці у складі Катеринославської округи Катеринославської губернії з частин Семенівської, Криничевацької, Сурсько-Михайлівської і Карнаухово-Хутірської волостей.
На 1925 район у документах називають Криничуватський.
1930 р. Кам'янський район перейменований на Криничуватський.
1931 р. скасований.
1939 року район відновлено.
30 грудня 1962 створено укрупнений район з центром Кринички, до складу якого увійшли селища міського типу Аули, Кринички, Щорськ, а також сільради Криничанського і Щорського районів.
4 січня 1965 затверджено район (центр — смт Кринички) в складі Аулівської, Криничанської та Щорської селищних Рад і сільрад Криничанського району: Адамівської, Болтишківської, Ганно-Зачатівської, Гуляйпільської, Жовтневої, Катеринопільської, Кудашівської, Маломихайлівської, Новоселівської, Покровської, Преображенської, Семенівської та Червоноіванівської.

## Адміністративно-територіальний поділ
Район адміністративно-територіально поділяється на 3 селищні ради та 18 сільських рад, які об'єднують 111 населених пунктів та підпорядковані Криничанській районній раді. Адміністративний центр — смт Кринички.
2008 року з обліку знято селище Адамівське.

## Населення
Розподіл населення за віком та статтю (2001)
| Стать | Всього | До 15 років | 15-24 | 25-44 | 45-64 | 65-85 | Понад 85 |
| --- | ------ | ----------- | ----- | ----- | ----- | ----- | -------- |
| Чоловіки | 18 835 | 3762        | 2462  | 5408  | 4855  | 2268  | 80       |
| Жінки | 21 494 | 3466        | 2311  | 5322  | 5656  | 4280  | 459      |
| \| Статево-вікова піраміда \| Статево-вікова піраміда \| Статево-вікова піраміда \| \| ----------------------- \| ----------------------- \| ----------------------- \| \| Чоловіки \| Вік \| Жінки \| \| 80 \| 85 + \| 459 \| \| 138 \| 80-84 \| 493 \| \| 423 \| 75-79 \| 1136 \| \| 826 \| 70-74 \| 1439 \| \| 881 \| 65-69 \| 1212 \| \| 1538 \| 60-64 \| 2003 \| \| 804 \| 55-59 \| 1079 \| \| 1185 \| 50-54 \| 1232 \| \| 1328 \| 45-49 \| 1342 \| \| 1454 \| 40-44 \| 1484 \| \| 1418 \| 35-39 \| 1350 \| \| 1300 \| 30-34 \| 1280 \| \| 1236 \| 25-29 \| 1208 \| \| 1141 \| 20-24 \| 1151 \| \| 1321 \| 15-20 \| 1160 \| \| 1555 \| 10-14 \| 1428 \| \| 1278 \| 5-9 \| 1163 \| \| 929 \| 0-4 \| 875 \| |        |             |       |       |       |       |          |
| Статево-вікова піраміда |        |             |       |       |       |       |          |
| Чоловіки | Вік    | Жінки       |       |       |       |       |          |
| 80 | 85 +   | 459         |       |       |       |       |          |
| 138 | 80-84  | 493         |       |       |       |       |          |
| 423 | 75-79  | 1136        |       |       |       |       |          |
| 826 | 70-74  | 1439        |       |       |       |       |          |
| 881 | 65-69  | 1212        |       |       |       |       |          |
| 1538 | 60-64  | 2003        |       |       |       |       |          |
| 804 | 55-59  | 1079        |       |       |       |       |          |
| 1185 | 50-54  | 1232        |       |       |       |       |          |
| 1328 | 45-49  | 1342        |       |       |       |       |          |
| 1454 | 40-44  | 1484        |       |       |       |       |          |
| 1418 | 35-39  | 1350        |       |       |       |       |          |
| 1300 | 30-34  | 1280        |       |       |       |       |          |
| 1236 | 25-29  | 1208        |       |       |       |       |          |
| 1141 | 20-24  | 1151        |       |       |       |       |          |
| 1321 | 15-20  | 1160        |       |       |       |       |          |
| 1555 | 10-14  | 1428        |       |       |       |       |          |
| 1278 | 5-9    | 1163        |       |       |       |       |          |
| 929 | 0-4    | 875         |       |       |       |       |          |

За переписом 2001 року розподіл мешканців району за рідною мовою був наступним:
- українська — 94,03 %
- російська — 4,71 %
- білоруська — 0,36 %
- вірменська — 0,32 %
- молдовська — 0,15 %
- угорська — 0,10 %
- циганська — 0,02 %

За даними Головного управління статистики у Дніпропетровській області кількість населення у районі на 1 лютого 2011 року становила 36 549 осіб.
Станом на січень 2015 року тут мешкало 35 468 осіб, з них міського населення — 11 150, сільського — 24 318 осіб.

## Економіка

### Промисловість
У районі працюють 5 промислових підприємств, такі як сільськогосподарське закрите акціонерне товариство «Дар», Аулівська хлоро-переливна станція, районна друкарня, управління з експлуатації газового господарства, Аулівське водопровідне господарство, яке забезпечує питною водою міста Дніпро, Кам'янське, Дніпровський і Криничанський райони.
На території району діють гранітні кар'єри: Грушівський (площа 9 га), Калинівський (площа 9 га), Кудашівський (площа 39 га), де видобувається сірий граніт, придатний для виробництва облицювальних блоків та інших виробів, Світлогірський піщаний кар'єр (площа 6 га).

### Сільське господарство
Основним в економіці Криничанського району є виробництво продукції сільського господарства. У районі створені 47 сільськогосподарських агроформуваннь, 301 фермерське господарство, рибне господарство.
Філіалом обласного держплемоб'єднання вирощуються племінні тварини, надаються послуги щодо запліднення тварин у господарствах району.
З переробних підприємств на території району знаходяться ВАТ «Божедарівський елеватор» та комбікормовий завод.
Провідними галузями у сільськогосподарському виробництві району є рослинництво, яке займає 73% від загальної кількості виробництва валової продукції, і тваринництво — 27%. Головне місце у структурі галузі рослинництва посідає вирощування зернових культур, які займають до 50% посівних площ району. Питома вага посівних площ соняшнику в загальній структурі становить до 20%.
Цукровий буряк вирощується на площі 200–300 га.
У тваринництві основна увага приділяється вирощенню великої рогатої худоби та свиней, а також виробництву молока.

## Транспорт
Криничанський район лежить на захід від транспортного вузла Дніпра, Дніпровського району, тож Криничанським районом проходить автошлях E50М04 на Знам'янку та два національних Н08 (Бориспіль — Маріуполь) та Н11 (Дніпро — Миколаїв). Територіальні: Т 0420, Т 0429, Т 0430, Т 0432, Т 0433 та Т 0439.
Унікальним є смт Божедарівка, де на автошляху E50 працює залізничний шлагбаум, на лінії Кривий Ріг-Головний — Дніпро-Головний (4 пари електропоїздів на день), не рахуючи вантажні потяги із Кривого Рогу на вузлову Верхівцеве.
Залізничні станції: Божедарівка, Воскобійня, Кудашівка та Милорадівка.
Зупинні пункти: 139 км, Адамівське та Сорокопанівка.

## Соціальна сфера

### Освіта
У районі функціонують 29 шкіл, будинок дитячої та юнацької творчості, центр учнівської молоді, 28 дошкільних закладів.

### Культура
На території району діють 25 будинків культури та клубів, 26 бібліотек, 4 музеї (в селищах Кринички і Божедарівка та 2 в селі Червоноіванівка), 2 школи естетичного виховання. При районному Будинку культури є театр, який має звання народного. Також у районі працюють 3 ансамблі естрадної пісні, ансамбль народних інструментів, драматичні, фольклорні, вокально-хорові колективи, чоловічий вокальний ансамбль «Козаки» — лауреат обласного фестивалю національного та духовного відродження Придніпров'я.

### Охорона здоров'я
Для забезпечення медичним обслуговуванням у районі функціонують 2 районні та 6 дільничних лікарень, 10 амбулаторій, 32 фельдшерсько-акушерських пункти.

### Спорт
Спортивна база району включає в себе стадіон у селищі Кринички, площинні спортивні споруди (майданчики, поля — 48 одиниць), 7 стрілецьких тирів, 15 спортивних залів. У районі функціонують 2 спортивних клуби, дитячо-юнацька спортивна школа з розвитку таких видів спорту як футбол, баскетбол та важка атлетика. При господарствах та організаціях створено 10 спортивних команд, які постійно беруть участь у змаганнях з футболу, мініфутболу та волейболу районного та обласного рівнів.

## Особистості
Криничанщина пишається своїми талановитими земляками — академіком-фольклористом Іваном Березовським, заслуженим артистом України Ф. Ткачем та заслуженим діячем мистецтв України Г. Мусатовою.

## Політика
25 травня 2014 року відбулися Президентські вибори України. У межах Криничанського району було створено 30 виборчих дільниць. Явка на виборах складала — 53,30% (проголосували 15 229 із 28 572 виборців). Найбільшу кількість голосів отримав Петро Порошенко — 42,87% (6 529 виборців); Юлія Тимошенко — 10,43% (1 588 виборців), Анатолій Гриценко — 9,93% (1 512 виборців), Олег Ляшко — 8,81% (1 342 виборців), Сергій Тігіпко — 8,66% (1 319 виборців). Решта кандидатів набрали меншу кількість голосів. Кількість недійсних або зіпсованих бюлетенів — 1,86%.